# Adolf Hårdh
Adolf Hårdh, född den 25 april 1807 i Kuopio, Finland, död den 25 april 1855 i Stockholm, var en finsk-svensk litograf, grafiker och illustratör. 
Hårdh besökte Kuopio läroverk 1815-1822. Han flyttade till Sverige 1825 och studerade för Magnus von Wright i Stockholm 1826. Därefter utbildade han sig några år vid Kungliga Akademien för de fria konsterna. Hårdh var verksam i Stockholm där han en tid innehade ett eget tryckeri och i början av 1840-talet drev en stentryckarfirma i kompanjonskap med Johan Henric Strömer. Adolf Hårdh och hans hustru Sara Kjellman var föräldrar till fotografen Carl Adolf Hårdh.
Till hans kända arbeten räknas en lång rad av personporträtt samt ett antal motiv från Stockholm. Bland dem märks hans cirka nio centimeter höga och över fyra meter långa "Panorama af Stockholm" från 1840-talet, som består av sammanfogade blad monterade på duk i rulle. Hårdh finns representerad vid bland annat Uppsala universitetsbibliotek, Kalmar konstmuseum och Nationalmuseum i Stockholm.

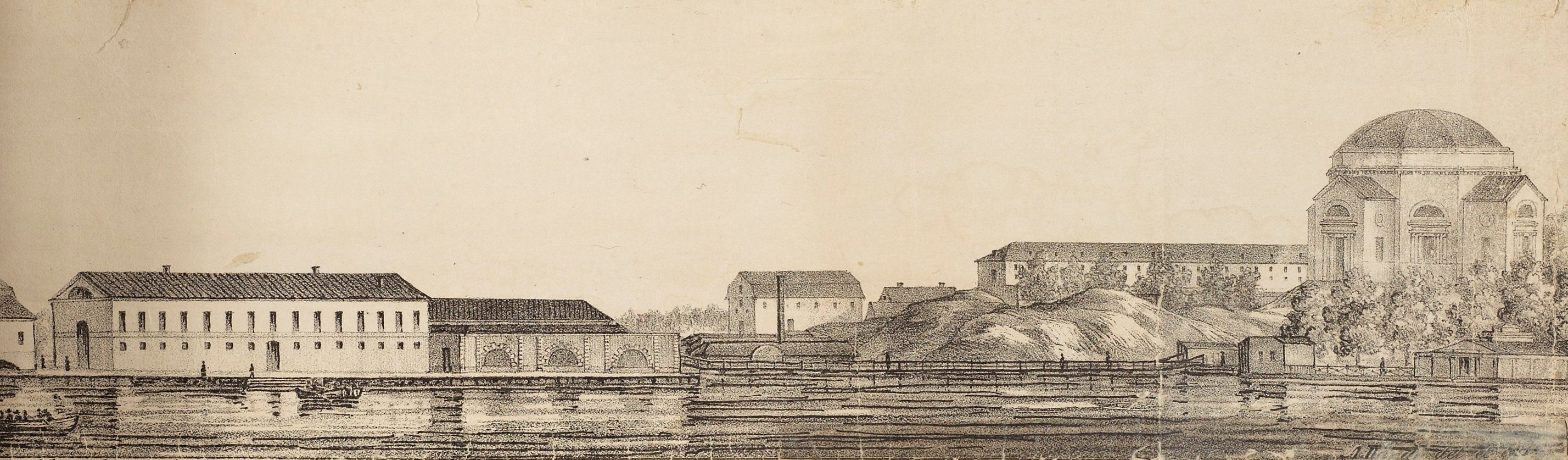
Adolf Hårdh "Panorama af Stockholm" (del med Skeppsholmskyrkan)